# Иван Пъшков
Иван Димитров Пъшков е юрист и общественик. Кмет на Ловеч (1921-1923).

## Биография
Иван Пъшков е роден на 8 декември 1885 г. в Ловеч. Учи в родния си град. Средно образование завършва в София (1903). Студент по право в Германия и Швейцария. Завършва в Берн (1908).
Завръща се в България и започва работа като кандидат за съдебна длъжност при Ловешкия окръжен съд (1909-1910). Последователно е мирови съдия в Ловеч и Тетевен (1911-1921).
Участва във войните за национално обединение като запасен офицер. Награден е с Орден „За храброст“ и германски „Железен кръст“.
Адвокат в Ловеч от 1921 г. Председател на Ловешкия адвокатски съвет (1932-1934), на Бургаския окръжен съд и заместник-председател на Апелативния съд в Русе (1945-1949).
Председател на Ловешкия воден синдикат „Осъм“ (1922-1932), член на управителния съвет на Електрическа кооперация „Светлина“, председател на комитета за постройката на жп линията Левски-Ловеч. Като цигулар участва в поставянето на опери в Ловешкото читалище „Наука“.
Кмет на Ловеч (1921-1923). Награден е с Орден „Свети Александър“ и Орден „За гражданска заслуга“.